# SCR 1845-6357
SCR 1845-6357 este un sistem binar, aflat la o distanță de aproximativ 12,6 ani lumină în constelația Păunul. Steaua primară este o pitică roșie cu luminozitate redusă iar secundara este o pitică cenușie companion.

## SCR 1845-6357 A
Steaua primară SCR 1845-6357A (magnitudinea aparentă 17,4) este pitică roșie de aproximativ 0,07 mase solare. Acestea sunt totuși măsurături preliminare ce pot fi revizuite ulterior.

## SCR 1845-6357 B

SCR 1845-6357, dreapta jos

Această stea are un companion pitică cenușie, desemnată ca SCR 1845-6357B. Companionul, clasificat ca o pitică cenușie tip T, se află la o distanță de aproximativ 4,1 u.a. de primară și cu o masă între 40 și 50 de mase joviene, și cu o temperatură estimată de 950 K. Pitica cenușie are o magnitudine de 13,26 în banda J infraroșie.

## Note

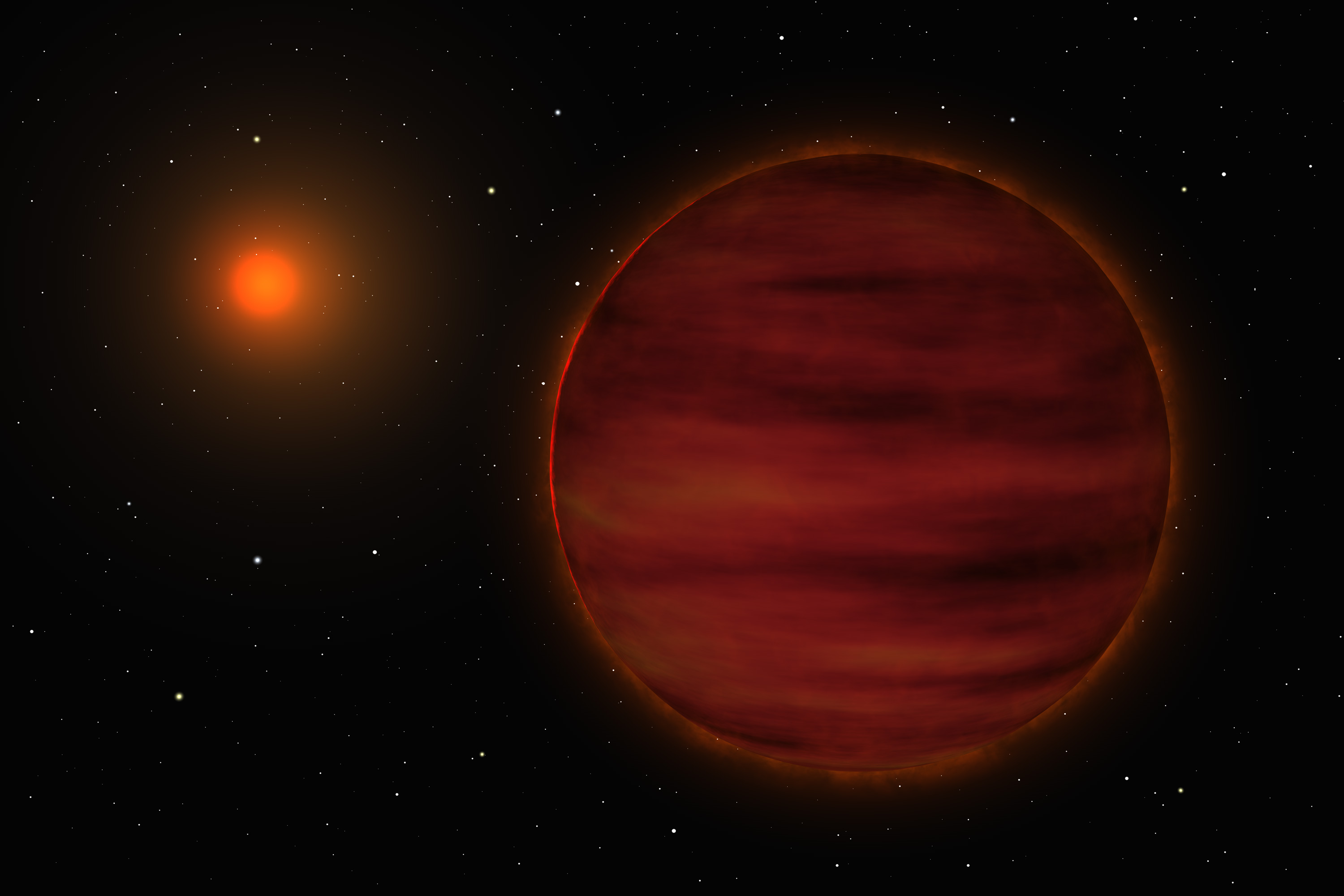
Impresie artistică a sistemului stelar SCR 1845-6357.

## Legături externe
- Obiecte noi aflate la distanța de până la 20 de ani lumină la SolStation.
- SCR 1845-6357

## Vedeți și
- OTS 44⁠(en)[traduceți]
- Cha 110913-773444⁠(en)[traduceți]
- Lista celor mai apropiate stele